# Прудянка
Прудя́нка (укр. Прудянка) — посёлок, Прудянский поселковый совет, Дергачёвский район, Харьковская область, Украина.
Является административным центром Прудянского поселкового совета, в который, кроме того, входят сёла Цуповка и Шаповаловка.

## Географическое положение
Посёлок городского типа Прудянка находится на левом берегу реки Лопань, выше по течению на расстоянии в 2 км расположено село Цуповка, ниже по течению — пгт Слатино, на противоположном берегу — село Шаповаловка.
По посёлку протекает безымянная речка. Рядом расположено Прудянское водохранилище.

## История
- 1801 — дата основания как село Пруды.
- 1830 — переименовано в село Новосергеевка.
- В 1938 — переименовано и изменён статуса на пгт Прудянка.
- В 1940 году, перед ВОВ, в Прудянке было 286 дворов и сельсовет.[3]
- Во время Великой Отечественной войны в 1941—1943 селение находилось под немецкой оккупацией.
- В 1970-е годы основой экономики посёлка являлось отделение совхоза по откорму крупного рогатого скота[2].
- В январе 1989 года численность населения составляла 2232 человека[4], по данным переписи 2001 года — 2001 человек, на 1 января 2013 года — 1852 человека[5].

## Объекты социальной сферы
- Школа.
- Прудянская амбулатория.

## Транспорт
На окраине посёлка находится железнодорожная станция Прудянка (линия Харьков - Белгород).

## Достопримечательности
- Братская могила советских воинов. Похоронено 123 воина.